# Штадт-Велен
Штадт-Велен (нем. Stadt Wehlen) — город в Германии, в земле Саксония. Подчинён земельной дирекции Дрезден. Входит в состав района Саксонская Швейцария. Подчиняется управлению Ломен/Штадт Велен.  Население составляет 1674 человека (на 31 декабря 2010 года). Занимает площадь 10,81 км². Официальный код  —  14 2 87 380.
Город подразделяется на 4 городских района.

## Персоналии
- Герман Янке (1845—1908) — писатель, драматург, редактор, издатель.

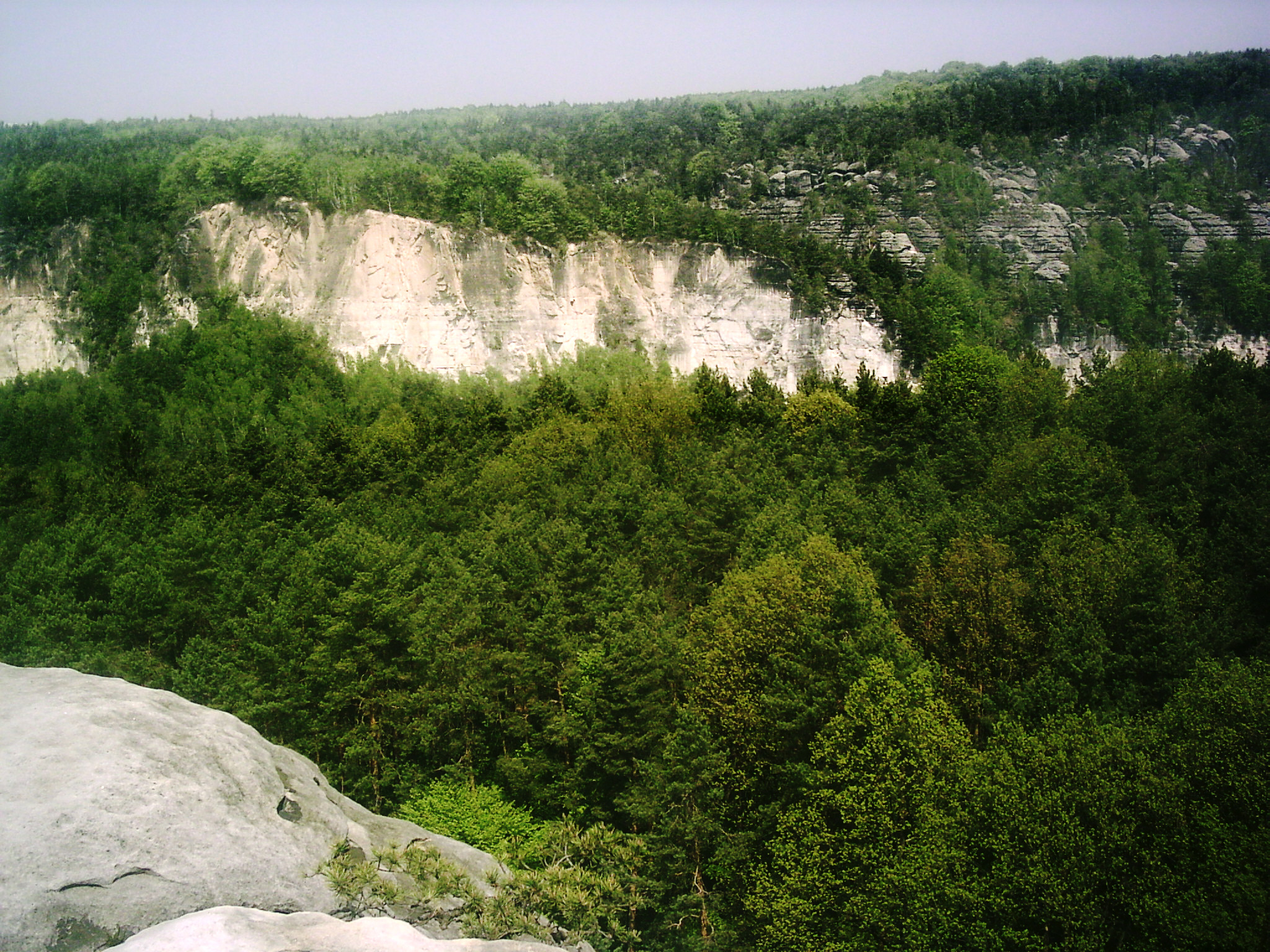
Штадт-Велен

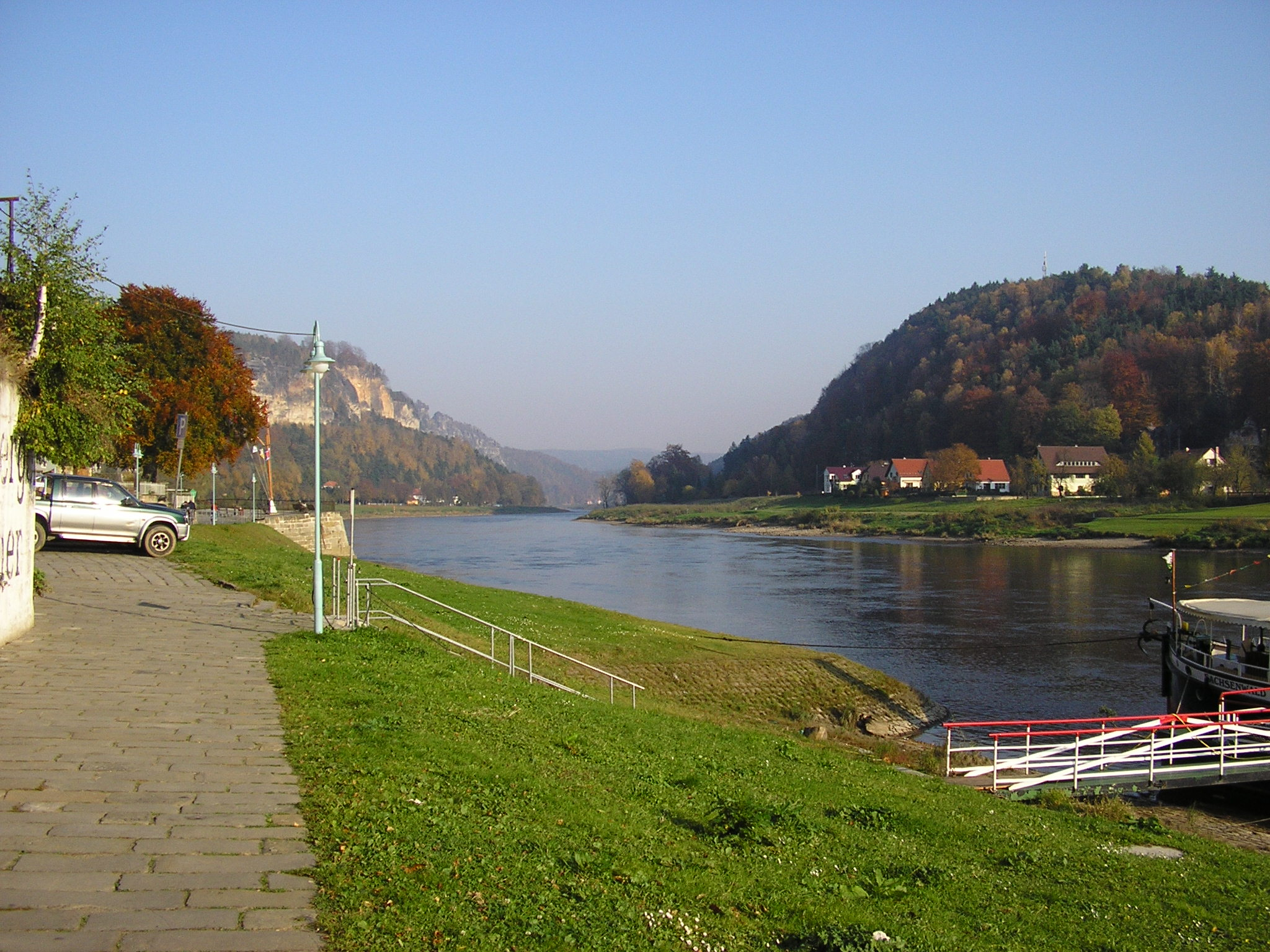
Штадт-Велен